# Joseph Offenbach
Joseph Offenbach, geboren als Joseph Ziegler (Offenbach am Main, 28 december 1904 - Darmstadt, 15 oktober 1971), was een Duitse (stem)acteur.

## Carrière

### Als theateracteur
Joseph Offenbach was een geschoolde zadelmaker en bijkomstig acteur en kreeg in 1927 zijn eerste verbintenis voor het podium in Zwickau. Verder speelde hij in Heidelberg, Mannheim en in het Münchener Staatstheater. Tijdens de Tweede Wereldoorlog speelde hij bijrollen in enkele nietige filmproducties. Na de oorlog was hij aanvankelijk met een reizend theater onderweg. Vanaf 1946 werkte hij bij het Deutsches Schauspielhaus in Hamburg onder Gustaf Gründgens.

### Als filmacteur
In de jaren 1950 verwierf hij meer bekendheid als filmacteur, onder andere in Des Teufels General (1955) en Der Hauptmann von Köpenick (1956). In 1959 won hij de Preis der deutschen Filmkritik in de categorie "beste acteur". In de jaren 1960 groeide hij uit tot een van de populairste acteurs van Duitsland als vader Stolz in de tv-serie Die Unverbesserlichen (1965 – 1971) met Inge Meysel en als artiesten-agent Jacobsen in Salto Mortale (1969 – 1972) met Gustav Knuth.

### Als regisseur
Offenbach was ook als regisseur actief. Hij produceerde het hoorspel Der Schut (1964) naar de gelijknamige roman van de Duitse auteur Karl May, waarin hijzelf de rol van Hadschi Halef Omar sprak, naast de jonge Charles Brauer in de rol van Kara Ben Nemsi. Reeds in 1962 had hij in het hoorspel Die Schatzinsel de rol van de piraat Long John Silver gesproken. Daarnaast stond hij continu op het podium bij onder andere de Städtische Bühnen in Frankfurt am Main. Een van zijn paraderollen was Datterich in het gelijknamige stuk van Ernst Elias Niebergall, waarmee hij voor de eerste keer optrad in het Schauspiel Frankfurt. Deze productie werd in 1963 uitgezonden door de Hessischer Rundfunk.
Zijn laatste liveoptreden op de Duitse televisie volbracht Offenbach op 2 oktober 1971 in Bremen in de rol van een herder met het muziekstuk Ich geh nicht mehr zurück nach Gelsenkirchen, in de door de ARD uitgezonden 21e aflevering van de Rudi Carrell-show.

### Als stemacteur
Als stemacteur leende hij zijn stem aan Kenneth Connor (Carry on Sergeant), Cyril Cusack (Eine Braut in jeder Straße), David Kossoff (Svengali) en H.B. Warner (Is das Leben nicht schön?)

## Privéleven en overlijden
Joseph Offenbach overleed op 15 oktober 1971 in de leeftijd van 66 jaar aan de gevolgen van een hartinfarct en werd bijgezet op het oude kerkhof in het Darmstadts stadsdeel Bessungen.

## Filmografie
- 1942: Einmal der liebe Herrgott sein
- 1942: Der Hochtourist
- 1943: Die keusche Sünderin
- 1943: Tonelli
- 1943: Reise in die Vergangenheit
- 1943: Peterle
- 1943: Der unendliche Weg
- 1944: Orient-Express
- 1944: Es lebe die Liebe
- 1944: Der Täter ist unter uns
- 1945: Dreimal Komödie
- 1945: Wo ist Herr Belling? (onvoltooid)
- 1947: Geld ins Haus
- 1949: Der Bagnosträfling
- 1949: Der blaue Strohhut
- 1949: Hafenmelodie
- 1949: Die letzte Nacht
- 1949: Kätchen für alles
- 1949: Derby
- 1949: Schicksal aus zweiter Hand
- 1950: Vom Teufel gejagt
- 1950: Der Mann, der zweimal leben wollte
- 1950: Des Lebens Überfluß
- 1950: Der Schatten des Herrn Monitor
- 1950: Der Mann, der sich selber sucht
- 1951: Sensation in San Remo
- 1951: Hilfe, ich bin unsichtbar!
- 1951: Weh dem, der liebt!
- 1951: Schön muß man sein
- 1952: Tanzende Sterne
- 1952: Die Diebin von Bagdad
- 1952: Ich warte auf dich
- 1952: Die Stimme des Anderen
- 1952: Unter den tausend Laternen
- 1953: Blume von Hawaii
- 1953: Das singende Hotel
- 1953: Keine Angst vor großen Tieren
- 1954: Tanz in der Sonne
- 1954: Canaris
- 1954: Keine Angst vor Schwiegermüttern
- 1954: Geld aus der Luft
- 1955: Banditen der Autobahn
- 1955: Der falsche Adam
- 1955: Des Teufels General
- 1955: Oh – diese lieben Verwandten
- 1955: Himmel ohne Sterne
- 1955: Die Toteninsel
- 1955: Der doppelte Ehemann
- 1955: Ingrid – Die Geschichte eines Fotomodells
- 1955: In Hamburg sind die Nächte lang
- 1956: Der Hauptmann von Köpenick
- 1956: Skandal um Dr. Vlimmen
- 1956: Mädchen mit schwachem Gedächtnis
- 1956: Der Meineidbauer
- 1956: Nacht der Entscheidung
- 1956: Die Trapp-Familie
- 1957: Königin Luise
- 1957: Der müde Theodor
- 1957: Monpti
- 1957: Nachts im Grünen Kakadu
- 1957: Robinson soll nicht sterben
- 1957: Immer wenn der Tag beginnt
- 1958: Das Mädchen vom Moorhof
- 1958: 13 kleine Esel und der Sonnenhof
- 1958: Unruhige Nacht
- 1958: Bühne frei für Marika
- 1958: Der Datterich (televisieserie)
- 1958: Der Mann im Strom
- 1958: Der Schinderhannes
- 1958: Eine Geschichte aus Soho – Der Dank der Unterwelt (televisieserie)
- 1959: Frau im besten Mannesalter
- 1959: Verbrechen nach Schulschluß
- 1959: Buddenbrooks – 1e deel
- 1959: Eine Geschichte aus Soho – Die Stimme aus dem Hut (televisieserie)
- 1960: Mit 17 weint man nicht
- 1960: Eine Geschichte aus Soho - Der Dank der Unterwelt (televisieserie)
- 1960: Die Brücke des Schicksals
- 1960: Der Geizige (televisieserie)
- 1960: Hauptmann, deine Sterne
- 1960: Himmel, Amor und Zwirn
- 1960: Die Botschafterin
- 1961: Bei Pichler stimmt die Kasse nicht
- 1961: Der Lügner
- 1961: Freddy und der Millionär
- 1961: Zwei unter Millionen
- 1961: Der Fälscher von London
- 1961: Unser Haus in Kamerun
- 1961: Via Mala
- 1961: Die toten Augen von London
- 1962/1963: Die merkwürdigen Erlebnisse des Hansjürgen Weidlich (vierdelige televisieserie)
- 1963: Die erste Lehre (televisieserie)
- 1963: Der Datterich (televisieserie)
- 1963: Durchbruch Lok 234
- 1963: Die Belagerung der Josephine (televisieserie)
- 1963: Heimweh nach St. Pauli
- 1964: Don Gil von den grünen Hosen (televisieserie)
- 1964: Verdammt zur Sünde
- 1964: Freddy, Tiere, Sensationen
- 1965: Die Unverbesserlichen (televisieserie)
- 1965: Ankunft bei Nacht (televisieserie)
- 1965: Der Raub der Sabinerinnen (televisieserie)
- 1967: Jungfrau aus zweiter Hand
- 1966: 4 Schlüssel
- 1966: Das Kriminalmuseum – Der Barockengel (televisieserie)
- 1966: Die Unverbesserlichen – nichts dazugelernt (televisieserie)
- 1967: Der Revisor (televisieserie)
- 1967: Die Unverbesserlichen und ihr Optimismus (televisieserie)
- 1968: Die Unverbesserlichen und ihre Sorgen (televisieserie)
- 1969–1972: Salto Mortale (televisieserie, 18 afleveringen)
- 1969: Die Unverbesserlichen und ihre Menschenkenntnis (televisieserie)
- 1969: Bleibe lasse (televisieserie)
- 1969: Christoph Kolumbus oder Die Entdeckung Amerikas (televisieserie)
- 1970: Unter den Dächern von St. Pauli
- 1970: Die Unverbesserlichen und die Liebe (televisieserie)
- 1971: Der Kommissar – Der Tote von Zimmer 17
- 1971: Die Unverbesserlichen und ihr Stolz (televisieserie)
- 1971: Kein Geldschrank geht von selber auf (televisieserie)
- 1971: Dem Täter auf der Spur  – aflevering 12: Flugstunde (televisieserie)
- 1971: Der Kapitän

## Hoorspelen
- 1947: Traugottchen und Tanzbein (Die Unzertrennlichen) (naar Maxim Gorki) – regie: Hans Quest
- 1947: Wenn wir wollen (vervolg van het hoorspel Was wäre, wenn... van Axel Eggebrecht) – regie: Ludwig Cremer
- 1947: Elga (naar Gerhart Hauptmann) – regie: Hans Quest
- 1947: Mariechen von Nijmwegen – regie: Theodor Haerten
- 1947: Der Friede – regie: Hans Deppe
- 1947: Der Kreidekreis (naar Klabund) – regie: Hans Quest
- 1947: So kann's nicht weitergehen – regie: Gottfried Lange
- 1947: Galileo Galilei (naar Bertolt Brecht) – regie: Ludwig Cremer
- 1947: Das Jahr 1948 findet nicht statt (van Axel Eggebrecht) – regie: Erik Ode
- 1948: Die Brücke von San Luis Rey (naar Thornton Wilder) – regie: Gustav Burmester
- 1948: Der Zimmerherr – regie: Erik Ode
- 1948: Oedipus – regie: Ludwig Cremer
- 1948: Reineke Fuchs (naar Johann Wolfgang von Goethe) – regie: Ludwig Cremer
- 1948: Wer Wind sät – regie: Erik Ode
- 1948: Antonius und Cleopatra (naar William Shakespeare) – regie: Fritz Wendhausen
- 1948: Leonce und Lena – regie. Hans Quest
- 1948: Bigamie – regie: Gustav Burmester
- 1949: Zurück zu Methusalem (naar George Bernard Shaw) – regie: Günter Rennert
- 1949: Goethe erzählt sein Leben; 9e deel: Werther – titelrol en regie: Mathias Wieman
- 1949: Dr. Jekyll und Mr. Hyde – regie: Gustav Burmester
- 1949: Wem die Stunde schlägt – regie: Karlheinz Schilling
- 1949: Die silbernen Augen – regie: Gustav Burmester
- 1949: Nach Damaskus (naar August Strindberg) – regie: Ulrich Erfurth
- 1949: Das Obergrunder Weihnachtsspiel – regie: Fritz Schröder-Jahn
- 1950: Die wundertätigen Bettler – regie: Gustav Burmester
- 1950: General Frédéric – regie: Kurt Reiss
- 1950: De Schapschur – regie: Hans Freundt
- 1950: Götter, Gräber und Gelehrte (4 afleveringen) – regie: Gustav Burmester
- 1950: Die trostlose Tugend – regie: Kurt Reiss
- 1950: Der Sachbearbeiter im Himmel – regie: Heinrich Ockel
- 1951: Mordmelodie – regie: Otto Kurth
- 1951: Die Dame ist nicht fürs Feuer – regie: Heinrich Koch
- 1951: Das Obergrunder Paradiesspiel – regie: Detlof Krüger
- 1951: Die Glücksritter oder Fortuna her zu mir (naar Joseph von Eichendorff) – regie: Gustav Burmester
- 1951: Der Teufel fährt im D-Zug mit – regie: Fritz Schröder-Jahn
- 1951: Das Leben des Walzerkönigs – regie: Kurt Meister
- 1951: Die Tür des Sire de Maletroit (naar Robert Louis Stevenson) – regie: Hans Rosenhauer
- 1951: Merlette – regie: Kurt Reiss
- 1951: Seltsames Verhör – regie: Fritz Schröder-Jahn
- 1951: Emilia Galotti (naar Gotthold Ephraim Lessing) – regie: Otto Kurth
- 1951: Geschichte Gottfriedens von Berlichingen mit der eisernen Hand (naar Johann Wolfgang von Goethe) – regie: Hans Lietzau
- 1951: Amerigo schwieg – regie: Fritz Schröder-Jahn
- 1952: Pole Poppenspäler (naar Theodor Storm) – regie: Werner Perrey
- 1952: Der Seelengreifer – regie: Hans Rosenhauer
- 1952: Karussell zu verkaufen (van Herbert Reinecker) – regie: Helmut Käutner
- 1952: Gerlach präsentiert die Rechnung (van Herbert Reinecker) – regie: Curt Goetz-Pflug
- 1952: Das kommt nicht wieder! – regie: Hans Freundt
- 1952: Meine Nichte Susanne – regie: Carl-Heinz Schroth
- 1952: Das große Uhrwerk – regie: Fritz Schröder-Jahn
- 1952: John Every oder Wieviel ist der Mensch wert? – regie: Kurt Reiss
- 1952: Die Steuererklärung (van Josef Martin Bauer) – regie: Gustav Burmester
- 1953: Begegnung im Balkan-Expreß – regie: Gert Westphal
- 1953: Das Schiff Esperanza (van Fred von Hoerschelmann) – regie: Otto Kurth
- 1953: Die Brautschau (naar Nikolai Wassiljewitsch Gogol) – regie: Jöns Andersson
- 1953: Das Gericht zieht sich zur Beratung zurück; aflevering: Das Gewehr auf dem Schrank – regie: Gerd Fricke
- 1953: Sonntagsschule für Negerkinder (Die grünen Weiden)  – regie: Fritz Schröder-Jahn
- 1953: Das Gericht zieht sich zur Beratung zurück; aflevering: Kindesentführung – regie: Gerd Fricke
- 1953: Die Grasharfe (naar Truman Capote) – regie: Fritz Schröder-Jahn
- 1954: Die Suche nach dem Kaiser der Welt. Fünf Hörszenen – regie: Detlof Krüger
- 1954: Meine Frau wohnt nebenan – regie: Erik Ode
- 1954: Das Jahr Lazertis (van Günter Eich) – regie: Fritz Schröder-Jahn
- 1954: Die Stiefsöhne der schönen Helena – regie: Irmfried Wilimzig
- 1954: Rip van Winkle (van Max Frisch) – regie: Gert Westphal
- 1954: Des weißen Mannes Bürde – regie: Hans Rosenhauer
- 1954: Das Protokoll des Pilatus (van Otto Heinrich Kühner) – regie: Walter Knaus
- 1954: Das Gericht zieht sich zur Beratung zurück; aflevering: Männertreu postlagernd – regie: Gerd Fricke
- 1954: Ein Engel kommt nach Babylon – regie: Raoul Wolfgang Schnell
- 1954: Partisanen – regie: Hans Lietzau
- 1954: Herkules und der Augiasstall (van Friedrich Dürrenmatt) – regie: Gert Westphal
- 1955: Der Freund des Mr. Lowden – regie: Gert Westphal
- 1955: Marcos Millionen (naar Eugene O’Neill) – regie: Ludwig Cremer
- 1955: Drei Damen im Schrank – Auteur en regie: Kurt Reiss
- 1955: Der Staatssekretär und sein Steckenpferd – regie: Mathias Neumann
- 1955: Atome für Millionen (van Werner Baecker) – regie: Edward Rothe
- 1955: Fassaden – regie: Gustav Burmester
- 1955: Advent 200 km östlich Kiew (van Harald Vock) – regie: Gerlach Fiedler
- 1956: Die Panne (van Friedrich Dürrenmatt) – regie: Gustav Burmester
- 1956: Der Motorroller – regie: Gustav Burmester
- 1956: An den Ufern der Plotinitza – regie: Fritz Schröder-Jahn
- 1956: Melusine – regie: Ludwig Cremer
- 1956: Piazza San Gaetano oder Wunder und Wirklichkeit – regie: Fritz Schröder-Jahn
- 1956: In einem Garten in Aviano – regie: Gert Westphal
- 1957: Egmont (naar Johann Wolfgang von Goethe) – regie: Heinz-Günter Stamm
- 1957: Die Wölfe – regie: Walter Ohm
- 1957: Die Ballade vom halben Jahrhundert (van Leopold Ahlsen) – regie: Heinz-Günter Stamm
- 1957: Menschliche Komödie (1) – regie: Heinz-Günter Stamm
- 1957: Die Göttliche Komödie des Dante Alighieri – Die Hölle (2) – regie: Otto Kurth
- 1957: Die Göttliche Komödie des Dante Alighieri – Das Fegefeuer (1) – regie: Otto Kurth
- 1957: Die Göttliche Komödie des Dante Alighieri – Das Fegefeuer (2) – regie: Otto Kurth
- 1957: Die Straße – regie: Helmut Brennicke
- 1957: Der Besuch der alten Dame (naar Friedrich Dürrenmatt) – regie: Walter Ohm
- 1957: Das Verhör des Lukullus (van Bertolt Brecht) – regie: Walter Ohm
- 1957: Lili regie: Fränze Roloff
- 1957: Hotel Paradiso – regie: Ulrich Lauterbach
- 1958: Hört, da kräht der Kasimir – regie: Kurt Reiss
- 1958: Verwehte Spuren – regie: Gustav Burmester
- 1958: Festianus, Märtyrer (van Günter Eich) – regie: Gustav Burmester
- 1958: Die Saline (van Fred von Hoerschelmann) – regie: Fritz Schröder-Jahn
- 1958: Der vierte Heilige Dreikönig – regie: Gustav Burmester
- 1959: Der Prozeß der Jeanne d’Arc zu Rouen (naar Anna Seghers) – regie: Hans Lietzau
- 1959: Spionage; aflevering: Der Spion von Albrechtshof – regie: S. O. Wagner
- 1959: Die Schönste im ganzen Land – regie: Gerlach Fiedler
- 1959: Alkestis – regie: Kurt Reiss
- 1959: Die Reisenden – regie: Gustav Burmester
- 1959: Die Jagd nach dem Täter; aflevering: Die Schlinge – regie: S. O. Wagner
- 1959: Gestatten, mein Name ist Cox; 3e seizoen: Mord auf Gepäckschein 3311 (van Rolf en Alexandra Becker) – regie: S. O. Wagner
- 1959: Aufgabe von Siena (van Fred von Hoerschelmann) – regie: Kurt Reiss
- 1959: Die Jagd nach dem Täter; aflevering: Schüsse im Jagen 45 – regie: S. O. Wagner
- 1959: Die Jagd nach dem Täter; aflevering: Die Affenmaske – regie: S. O. Wagner
- 1959: Polen – regie: Kurt Reiss
- 1959: Die Räuber von Kardemomme – regie: Kurt Reiss
- 1959: Friedensvertrag (van Herbert Reinecker) – regie: Ludwig Cremer
- 1960: Der Drachenkopf – regie: Edward Rothe
- 1960: Abenteuer der Zukunft; aflevering: Der Turm der Winde – regie: S. O. Wagner
- 1960: Die Jagd nach dem Täter; aflevering: Panik in Pearson – regie: Gerda von Uslar
- 1960: Fingerspitzengefühl – regie: Armas Sten Fühler
- 1960: Gericht in Potenza – regie: Gustav Burmester
- 1961: Die Jagd nach dem Täter; aflevering: Die Gitarre – regie: S. O. Wagner
- 1961: Requiem für einen großen Kapitän – regie: Joachim Hoene
- 1961: Das Spiel geht weiter – regie: Gerlach Fiedler
- 1962: Das Verhör des Lukullus – regie: Rudolf Noelte
- 1962: Die Schatzinsel (naar Robert Louis Stevenson) – regie: Otto Kurth
- 1962-1965: Bei uns deheim (hoorspelreeks) – Auteur en regie: Robert Stromberger
- 1963: Das Obdach – regie: Fritz Schröder-Jahn
- 1963: Der Entartete – regie: Hans Lietzau
- 1964: Ein Gutshaus in Irland – regie: Hans Bernd Müller
- 1964: Das Eis von Cape Sabine – regie: Wolfgang Weyrauch
- 1964: Die Sprechstunde – Auteur en regie: Paul Pörtner
- 1965: Orangenblüten – regie: Gert Westphal
- 1965: Aufstand der Fahrräder – regie: Fritz Schröder-Jahn
- 1971: Vorstellungen während der Frühstückspause – regie: Wolfram Rosemann

- Bibliothèque nationale de France: cb161673587 (data)
- Gemeinsame Normdatei: 137436149
- International Standard Name Identifier: 0000 0000 7987 6830
- Library of Congress Control Number: no2008045538
- Virtual International Authority File: 26869779
- WorldCat: E39PBJk4J9MdKRMDyvdxBGB773